# (9642) Takatahiro
(9642) Takatahiro es un asteroide perteneciente al cinturón de asteroides, descubierto el 1 de septiembre de 1994 por Kin Endate y el también astrónomo Kazuro Watanabe desde el Observatorio de Kitami, Hokkaidō, Japón.

## Designación y nombre
Designado provisionalmente como 1994 RU. Fue nombrado así en honor de Hiroyuki Takata (n. 1961) quien es un astrónomo aficionado japonés y editor jefe del boletín de la Sociedad de Ciencias de Chiba. Es un estudioso de la astronomía y divulgador de la astronomía en toda la prefectura de Chiba.

## Características orbitales
Takatahiro está situado a una distancia media del Sol de 2,427 ua, pudiendo alejarse hasta 2,894 ua y acercarse hasta 1,960 ua. Su excentricidad es 0,193 y la inclinación orbital 3,008 grados. Emplea 1381,08 días en completar una órbita alrededor del Sol.
Pertenece a la familia de asteroides de (135) Hertha.

## Características físicas
La magnitud absoluta de Takatahiro es 14,70. 